# Suche wrzosowisko bażynowe
Suche wrzosowisko bażynowe (Carici arenariae-Empetretum nigri) – syntakson w randze zespołu budowany przez krzewinki wrzosowiskowe i psammofity na wydmach szarych. Należy do klasy Nardo-Callunetea.

## Charakterystyka
Niewielkie płaty wrzosowiska pokrywającego grzbiety lub północne zbocza wydm szarych na przedpolu borów sosnowych. Budowane przez krzewinki – bażynę czarną, wrzos zwyczajny i czasem wierzbę płożącą piaskową oraz turzycę piaskową. Drzewa (sosna zwyczajna, brzoza brodawkowata) występują rzadko. Liczne mchy i porosty.
Zbiorowisko w sukcesji ekologicznej często wypiera murawy Helichryso-Jasionetum, a samo utrzymuje się długo, stopniowo zarastając borem bażynowym.
WystępowanieNa wybrzeżach morskich. W Polsce na wybrzeżu Bałtyku.
Charakterystyczna kombinacja gatunków
ChAss. : turzyca piaskowa (Carex arenaria), wierzba piaskowa (Salix repens ssp. arenaria)
ChAll. : bażyna czarna typowa (Empetrum nigrum ssp. nigrum)
ChO. : wrzos zwyczajny (Calluna vulgaris), turzyca wrzosowiskowa (Carex ericetorum), widlicz cyprysowy (Diphasiastrum tristachyum), janowiec włosisty (Genista pilosa), jastrzębiec baldaszkowaty (Hieracium umbellatum ssp.), rokiet duński (Hypnum jutlandicum), rzęsiak pospolity (Ptilidium ciliare)
ChCl. : ukwap dwupienny (Antennaria dioica), turzyca pigułkowata (Carex pilulifera), kanianka macierzankowa (Cuscuta epithymum), izgrzyca przyziemna (Danthonia decumbens), jastrzębiec kosmaczek (Hieracium pilosella ssp.), kosmatka polna (Luzula campestris var.), kosmatka licznokwiatowa (Luzula multiflora var.), widłak goździsty (Lycopodium clavatum), pięciornik kurze ziele (Potentilla erecta) (regionalnie), przetacznik leśny (Veronica officinalis), fiołek psi (Viola canina ssp.)

## Zagrożenia i ochrona
Zespół na potrzeby inwentaryzacji i ochrony siedlisk systemu Natura 2000 oznaczony jako podtyp 2140–1 siedliska przyrodniczego nr 2140 (nadmorskie wrzosowiska bażynowe).